# Mischa Kamp
Mischa Kamp (Rotterdam, 7 agosto 1970) è una regista olandese.
Nel 1989, Kamp ha studiato scienze della comunicazione presso la New School for Information Services di Amsterdam . Nel 1991 si è trasferita alla Nederlandse Film en Televisie Academie (Accademia olandese di cinema e televisione), dove si è diplomata nel 1996 con il cortometraggio Mijn moeder heeft ook een pistool.

## Filmografia
- Waskracht - film TV (1996)
- Mijn moeder heeft ook een pistool  - cortometraggio (1996)
- De sluikrups - cortometraggio (2002)
- Zwijnen (2004)
- Il desiderio di Winky (Het Paard van Sinterklaas) (2005)
- Bloot: Seks (2006)
- Naked (2006)
- Che fine ha fatto il cavallo di Winky? (Waar is het paard van Sinterklaas?) (2007)
- Adriaan (2007)
- De fuik (2008)
- Vanwege de Vis (2008)
- Jongens - film TV (2014)
- Kapsalon Romy (2019)